# Debi Thomas
Debra „Debi” Janine Thomas (ur. 25 marca 1967 w Poughkeepsie) – amerykańska łyżwiarka figurowa i lekarka, pierwsza afroamerykańska medalistka zimowych igrzysk olimpijskich.

## Życiorys
Urodziła się w 1967 r. w Poughkeepsie w stanie Nowy Jork, a dorastała w San Jose w Kalifornii. Na łyżwach zaczęła jeździć ok. piątego roku życia, ale początkowo nie trenowała intensywnie i zaczęła uczęszczać na lekcje jazdy dopiero w wieku 9 lat. Po wygraniu licznych konkursów dziecięcych, trafiła pod opiekę trenera Alexa McGowana, który pozostał trenerem do zakończenia jej kariery. Dwa lata później dotarła do krajowych finałów nowicjuszy i zdobyła w nich srebrny medal. W wieku 16 lat została zawodniczką Los Angeles Figure Skating Club.
Uczęszczała na Stanford University w Kalifornii, łącząc naukę z łyżwiarstwem. W 1986 r. wygrała krajowe mistrzostwa seniorów w łyżwiarstwie figurowym, co udało jej się jako pierwszej Afroamerykance. W tym samym roku zdobyła złoty medal na mistrzostwach świata w łyżwiarstwie figurowym w Genewie. Oba te sukcesy sprawiły, że została wybrana przez ABC sportowcem roku.
W 1987 r. zmagała się z zapaleniem ścięgna Achillesa, ale udało się jej zdobyć srebrny medal na mistrzostwach USA, gdzie ustąpiła tylko Jill Trenary, oraz srebrny medal na mistrzostwach świata, gdzie uległa tylko Katarinie Witt z NRD. W następnym roku ponownie zwyciężyła w mistrzostwach USA i została reprezentantką USA na zimowe igrzyska w Calgary w 1988 r. Tam zajęła trzecie miejsce, przegrywając ponownie z Witt i z Kanadyjką Elizabeth Manley, która zajęła drugie miejsce. Zawody nazwano bitwą Carmen, gdyż obie zawodniczki jechały do muzyki z opery Georges’a Bizeta Carmen. Niezależnie od tego, jej brązowy medal był pierwszym zdobytym przez Afroamerykanki na zimowych igrzyskach olimpijskich. W tym samym roku w Budapeszcie wywalczyła trzeci w karierze medal mistrzostw świata – brązowy.
Po igrzyskach zakończyła karierę amatorską i przez dwa lata jeździła zawodowo, zarabiając na studia inżynierskie, które wznowiła i ukończyła w 1991 r. na Stanford University, po czym ukończyła Northwestern University w Illinois, uzyskując dyplom lekarza w 1997 r. i zaczęła pracę jako chirurg ortopeda. W 2000 r. trafiła do US Figure Skating Hall of Fame.
Wyszła za mąż za Briana Vandena Hogena, a po rozwodzie z nim wyszła w 1996 r. za byłego piłkarza Chrisa Bequette’a, z którym miała syna Christophera Julesa. W późniejszych lata mieszkała w Terre Haute w Indianie, praktykując jako lekarz. W 2010 r. porzuciła męża i syna, otwierając gabinet ortopedyczny w Richlands, jednak w 2014 r. ogłosiła upadłość, a jej licencja na wykonywanie zawodu lekarza  wygasła. W następnych latach mieszkała w przyczepie z nowym narzeczonym i była poważnie zadłużona. Ponadto leczyła się psychiatrycznie, gdy stwierdzono u niej chorobę afektywną dwubiegunową.